# Rocabertí Timbor arboreai királyné
Rocabertí Timbor (1318 – 1364), szárdul: Timbors de Rocabertì, reina/judikessa/judighissa de Arbarèe, katalánul: Timbor de Rocabertí i de Serrallonga,, olaszul: Timbora di Roccaberti, spanyolul: Timbora de Roccabertí, latinul: Timbora, iudicessa/regina Arboreae, Arborea királynéja (judicessza) Szardínia szigetén. Arboreai Bonaventura jéricai bárónénal a sógornője.

## Élete

Szardínia négy történelmi királysága: Arborea, Gallura, Kalaris (Cagliari) és Torres (Logudoro)

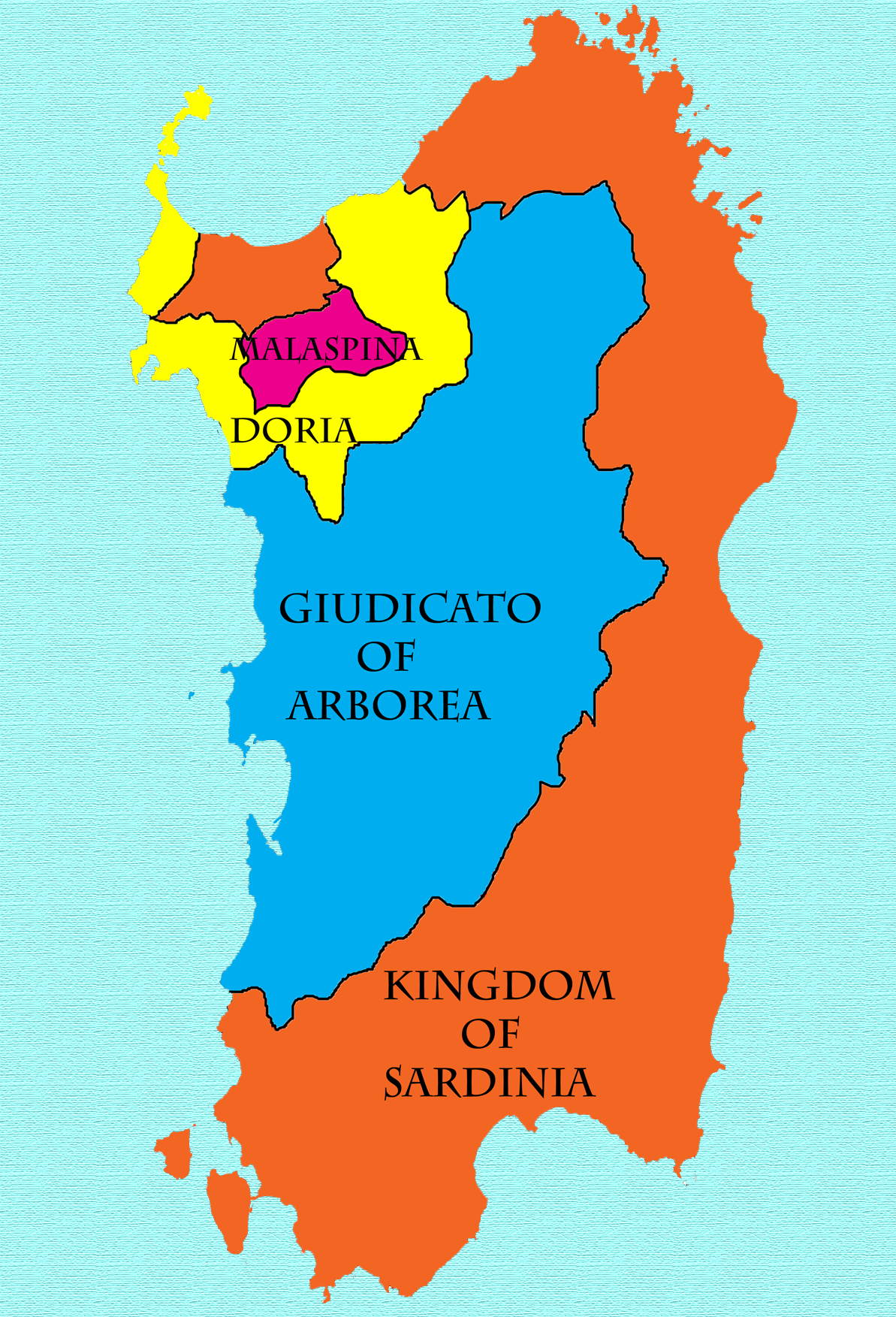
Az Arboreai Királyság kiterjedése 1324-ben, a Szárd Királyság megalapításakor

Apósa, II. Hugó III. Marián, arborea királynak (judex) Paul(es)a de Serra úrnővel folytatott házasságon kívüli kapcsolatából született fia.
Az apósa uralkodása alatt jött létre 1324-ben, a Szárd Királyság,
Az elsőszülött lánya volt I. Eleonóra, akinek a férje 1376-tól Brancaleone Doria (1337–1409), Monteleone grófja, és házasságukból két fiú jött a világra, akikkel együtt uralkodott.
I. Frigyes (1377–1387) korai halála után az öccse, V. Marián (1378/79–1407) uralkodott, és miután I. Eleonóra pestisben meghalt, az özvegye, Brancaleone Doria kormányzott a fia nevében, aki túlélte a fiát.
Mivel V. Marán nem nősült meg, és gyermekei nem születtek, így örökölhette a trónt kisebbik lányának, Atboreai Beatrix (1343 körül–1377) hercegnőnek az unokája, Vilmos az unokatestvére halála után 1407-ben, akit I. Vilmos néven 1409. január 13-án Oristanóban királlyá koronáztak. 
Beatrix IX. (VII.) Imre (?–1388) narbonnei algrófhoz ment feleségül, és hét gyermekük született, köztük Vilmos apja, I. Vilmos, Narbonne algrófja.

## Gyermekei
- Férjétől, IV. (Baux) Marián (1319 körül–1375/6) arborea királytól (judex), 4 gyermek:
  - Hugó (1337 körül–1383), III. Hugó néven Arborea királya (judex), felesége Castelli Battista, 1 lány:
    - Benedikta (1363 körül–1383), az apjával együtt meggyilkoltak.

  - János
  - Eleonóra (1340–1404), I. Eleonóra néven Arborea királynője (judex), férje Brancaleone Doria (1337–1409), Monteleone grófja, 2 fiú:
    - I. Frigyes (1377–1387), Arborea királya (judex)
    - V. Marián (1378/79–1407), Arborea királya (judex), nem nősült meg, gyermekei nem születtek.

  - Beatrix (1343 körül–1377), férje IX. (VII.) Imre (?–1388) narbonne-i algróf, 7 gyermek, többek között:
    - I. Vilmos (?–1397), Narbonne algrófja, felesége Guérine de Beaufort (?–1397 után), 2 fiú, többek között:
      - I. Vilmos (1370–1424), Arborea királya (judex) és Narbonne algrófja, felesége Armagnaci Margit grófnő, Armagnaci Mattea aragóniai trónörökösné nagyunokahúga, gyermekei nem születtek